# Angulosaccus tenuis
Angulosaccus tenuis är en kräftdjursart som beskrevs av Reinhard 1944. Angulosaccus tenuis ingår i släktet Angulosaccus och familjen Peltogastridae. Inga underarter finns listade i Catalogue of Life.